# Теракт в аэропорту Дублина
Теракт в аэропорту Дублина — взрыв, произошедший в терминале прилёта Дублинского аэропорта 29 ноября 1975 года. В результате атаки погиб один человек, ещё несколько людей получили ранения. Ответственность за произошедшее взяла на себя Ассоциация обороны Ольстера, лоялистская военизированной организация из Северной Ирландии. Это один из серии терактов, совершённых лоялистами в Ирландии в период с 1960-х до середины 1970-х годов. 

## Предпосылки
Лоялисты совершали террористические акты в Ирландии, в основном в Дублине, а также в пограничных ирландских графствах Каван, Донегол, Лаут и Монахан, с начала конфликта в Северной Ирландии в августе 1969 года. Несколько из них привели к гибели людей. Три мирных жителя были убиты и почти 200 ранены во время взрывов в Дублине в 1972 и 1973 годах. 34 мирных жителя были убиты во время взрывов в Дублине и Монахане в 1974 году, самого смертоносного нападения, произошедшего в ходе конфликта.

## Взрыв
Бомба взорвалась днём 29 ноября 1975 года в общественном туалете терминала прилёта аэропорта Дублина. В результате погиб 38-летний работник авиакомпании Aer Lingus Джон Хейс, который проживал в Балбриггане. У мужчины остались 3-летний сын и 11-летние близнецы. Ещё несколько человек получили ранения. Эксперты-взрывотехники считают, что бомба была спрятана в дозаторе туалетных салфеток. Она сработала после того, как Хейс вытер руки после мытья. Взрывная волна пробила стену, за которой располагался бар, где находилось около тридцати человек. Произошла эвакуация людей из аэропорта. Вторая бомба была найдена позднее и успешно взорвана сапёрами.

## Последствия
Вскоре после атаки Ассоциация обороны Ольстера взяла на себя ответственность за взрыв. Отмечалось, что теракт является "возмездием за убийства членов британских сил безопасности членами Ирландской республиканской армии, беспрепятственно действующим при поддержки дублинского правительства".
Политические лидеры и основные политические партии Ирландии и Великобритании осудили взрыв. Лидер Социал-демократической и Лейбористской партии Северной Ирландии Джерри Фитт сказал, что это "безумие, что Ассоциация обороны Ольстера всё ещё является полностью легализованной организацией" в Соединенном Королевстве.